# 南漳山寨群
南漳山寨群位于中华人民共和国湖北省襄阳市南漳县，是明清时期当地居民修建的防卫性堡寨，建筑均为石结构，以卧牛山寨、春秋寨、樊家寨、青龙寨、尖峰岭寨和张家寨6处为典型代表，2013年被列为第七批全国重点文物保护单位。
| 名称     | 地址                             | 坐标 | 图片 | 说明                                                                                      |
| -------- | -------------------------------- | ---- | ---- | ----------------------------------------------------------------------------------------- |
| 卧牛山寨 | 东巩镇桂竹园村一组（原团山寺村） |      |      | 寨墙周长4181米，寨内有石筑房屋375间。                                                     |
| 春秋寨   | 东巩镇陆坪村三组                 |      |      | 东、西、北三面由茅坪河环绕，寨墙周长1150米，寨内有石筑房屋153间。                         |
| 樊家寨   | 板桥镇双龙寺村北一座山峰的顶部   |      |      | 内城面阔79.40米，纵深36.50米，外城南北长102米，东西宽68米。                               |
| 青龙寨   | 板桥镇东南五公里处               |      |      | 山寨依山盘旋而建，东西长127米，南北宽20～40米，面积3810平方米。寨内有石筑房屋32间。       |
| 尖峰岭寨 | 肖堰镇柏树岗村嵩华山顶           |      |      | 寨墙1880余米，现存石砌房屋160余间。                                                       |
| 张家寨   | 东巩镇上泉坪村四组               |      |      | 寨东西长642.50米，南北宽20～25米，面积8487.5平方米，寨墙周长1352米，寨内有石筑房屋151间。 |

## 文物保护情况
2002年11月7日，其子项以“青龙、春秋、卧牛山寨遗址”的名义被湖北省人民政府列为第四批湖北省文物保护单位；2008年3月27日，其子项分别以“樊家寨遗址”、“张家寨遗址”的名义被湖北省人民政府列为第五批湖北省文物保护单位；2013年3月5日，以“南漳山寨群”的名义被中华人民共和国国务院列为第七批全国重点文物保护单位。
各个子项的保护范围和建设控制地带为：
卧牛山寨遗址：
保护范围：卧牛山寨遗址及周围一定范围。四至：以寨垣四周为界向外延伸，东面至荆门市东宝区粟溪镇涧沟村辖界，西面至观沟村界山沿，南面至九家河，北面至九里岗。
建设控制地带：以保护范围四至为界向外延伸。东面至荆门市东宝区粟溪镇涧沟村辖界分水岭，西面至观沟村界山分水岭，南面至九家河南山边，北面至九里岗分水岭。
春秋寨遗址：
保护范围：春秋寨遗址及周围一定范围。四至：东面至茅坪河对岸，西面至戴家垛子岩壁，南面至寨南垣外断崖，北面至茅坪河对岸望月山边。
建设控制地带：以保护范围四至为界向外延伸。东面至250省道，西面至戴家垛子山脊分水岭，南面至寨南垣外断崖，北面至望月山脊分水岭。
樊家寨遗址：
保护范围：樊家寨遗址及周围一定范围。四至：东、南、西面至樊家寨寨脚下，北面至杨全福住宅。
建设控制地带：以保护范围四至为界向外延伸。东面至刘昌胜住宅，西、南面至村级道路，北面至唐启付住宅。
青龙山寨遗址：
保护范围：青龙山寨遗址及周围一定范围。四至：东面至郭家淌，西面至遗址外200米处，南面至南，北面至彭家河北岸山腰。
建设控制地带：以保护范围四至为界向外延伸。东面至崖子上，西面至南（漳）板（桥）公路，南面至南（漳）板（桥）公路，北面至彭家河北岸横上坡小路。
尖峰岭寨遗址：
保护范围：尖峰岭寨遗址及周围一定范围。东面至S251省道（冷水沟），西面至漳河东岸，南面至S251省道，北面至金家垭。
建设控制地带：东面至S251省道向外延伸50米，西面至漳河西岸（龙王峡漂流服务区下游），南面至S251省道向外延伸50米，北面至金家垭水坑。
张家寨遗址：
保护范围：张家寨遗址及周围一定范围。四至：东面至杜溪沟村级公路，西面至圆通寺大岭分水岭，南面至尖儿坡分水岭，北面至李家沟正漕。
建设控制地带：以保护范围四至为界向外延伸。东面至张家湾西，南面至尖儿坡脚，西面至大岭山根，北面至李家沟北山边。